# 文聘
文 聘（ぶん ぺい、生没年不詳）は、中国後漢末期から三国時代にかけての武将。字は仲業。荊州南陽郡宛県（現在の河南省南陽市宛城区）の人。子は文岱・文厚（従子）・文休（養子）。孫は文武（文休の子）。『三国志』魏志「二李臧文呂許典二龐閻伝」に伝がある。

## 生涯
劉表の大将となり、荊州北部の守備を任された。208年、劉表が死去し劉琮が後を継いだ。曹操が荊州を攻めると劉琮は州を挙げて降伏し、文聘に呼び掛けて行動を共にしようとした。しかし文聘は「州を守れなかった処罰を待つだけです」と言って、それに応じなかった。
曹操が漢水を渡ったときになって、文聘はようやく出頭した。曹操が出頭の遅くなった理由を尋ねると、文聘は「荊州を守ることができなかったことが情けなく、早々に謁見する顔が無かったのです」と涙を流した。曹操はこの旧主に対する忠義を賞賛し、文聘を字で呼びかけ親しみの情を示して厚く遇した。曹操は文聘に兵を授け、曹純と共に長坂で劉備を追撃させた。
劉備を破った曹操は荊州を平定したが、孫権との国境に近い江夏郡が安定しなかったため、文聘を江夏太守に任命して旧劉表軍を統率させ、関内侯の爵位を与えた。荊州の戦い後、劉備軍の関羽を楽進と共に尋口で討った。その功で延寿亭侯に昇進し、討逆将軍が加えられた。赤壁の戦い前後、関羽軍の輜重を漢水で攻撃し、荊城においては関羽の船を焼き払った。
曹丕（文帝）の時代には長安郷侯になり、仮節を与えられた。222年、夏侯尚が呉の江陵を包囲した際には、別働隊を率いて沔口に駐屯する任務を与えられ、途中の石梵で敵を防御し、その功で後将軍となり新野侯に封じられた。
226年、孫権は曹丕の死に乗じて自ら5万の軍勢を指揮して江夏を攻めたが、文聘は動揺せず城を堅守した。孫権が江夏郡の石陽を包囲したが、曹叡が援軍に荀禹を派遣して孫権の後方を撹乱したこともあり、孫権は二十余日で包囲を解き、殿軍を潘璋に任せて撤退する。夜間に撤退の途中で混乱が生じ、文聘はこれを見逃さず殿軍部隊を追撃し散々に打ち破り、なおも追撃を続けたが朱然に阻まれた。また孫権軍にも魏軍の退路を封鎖され、呉の孫奐は自らも呉碩・張梁を率いて先鋒となり、江夏郡の高城を落として敵将三名を捕らえ、高城は孫権軍に占領された。戦いの後、防衛の功績により500戸の加増を受けて1900戸となった。
彼が江夏を数十年に亘って守備し続けたため、ついに江夏が陥落することはなかった。文聘の威光や恩愛は敵国にも轟き渡り、誰も侵攻することができなくなったという。死後、壮侯と諡された。
文聘の生前、所領が分割され、子の文岱が列侯に取り立てられ、従子の文厚も関内侯に封じられた。文岱は父に先立って死去していたため、養子の文休が後を継ぎ、その死後は孫が跡を継いだ。
逯式という人物が江夏太守であったとき、文休は彼と対立したことがあった。このため呉の陸遜はこれに乗じて策を弄し、逯式を免職に追い込んだという（「陸遜伝」）。曹爽が実権を握った時代、江夏太守となった人物に王経がいるが、文一族との関わりは伝わっていない（「諸夏侯曹伝」が引く『世語』）。嘉平年間に江夏太守となった桓禺という人物は、文聘と並ぶ名声を博したという。
243年秋7月、曹芳（斉王）は詔勅を下し、曹操の廟庭に功臣20人を祭った。その中には文聘も含まれている。

## 評価
陳寿は州郡を守り威厳と恩恵を示した人物として、李通・臧覇・呂虔と共に称えている。
孫盛は君主に仕えて忠であり、涙で誠実さを示したと文聘を評価し、曹操が方面軍を任せた優れた人物の一人として臧覇と共に名を挙げている。

## 三国志演義
小説『三国志演義』においては、蔡瑁の劉備暗殺計画に加担し、王威とともに劉備の護衛役趙雲を引き離す任務を果たす。魏延は蔡瑁を追い払って劉備を迎え入れようとするが、文聘に阻止された。曹操への降伏時は、正史と同様の態度で曹操に感嘆された。長坂の戦いでは劉備に不忠を咎められたため、恥じてそのまま撤退している。赤壁の戦いでは水軍の将を務めたが、黄蓋の降伏の真偽を確かめるために船を引き止めようとしたところ、黄蓋から矢を受けて水に落ちた。赤壁陸上戦では周泰と韓当に敗走された。曹丕が徐盛の偽城の策によって大敗を喫した際には曹丕を背負って救出した。後に徐盛は魏軍に大打撃を与え、最後は葦の生い茂った箇所を、魏の大船団が敗走しようとしたところを火攻めにし、30万の魏軍を粉砕している。

## 参考資料
- ウィキソース中国語版